# 新竹糖廠
新竹糖廠是一座曾經存在於臺灣新竹市區的製糖工廠，其原址現為遠東巨城購物中心。

## 沿革
1913年，南日本製糖株式會社於新竹州新竹郡新竹街設立新式製糖工場，稱南日本製糖新竹工場，每日從郊區運輸甘蔗前來壓榨，每日壓榨甘蔗量為1000公噸。
1917年，隨南日本製糖併入帝國製糖株式會社，改稱帝國製糖新竹製糖所。
1918年，設酒精工場。
1940年，隨帝國製糖併入大日本製糖株式會社。
二次世界大戰期間遭美軍轟炸，倉庫幾乎全毀。
戰後，隸屬台灣糖業公司第一區分公司，改稱新竹糖廠。
1947年10月，復工製糖。
1950年，因台糖公司實行總廠制，改隸臺中總廠（其下轄新竹、苗栗工場；同年苗栗工場因原料供應不足停產關閉）。
1952年10月30日，新竹糖廠關閉。
1953年，原址設立新竹副產加工廠，生產養豬用飼料。
1960年，台糖公司與美國氰胺公司合作，成立臺灣氰胺公司；於新竹副產加工廠原址設廠，生產飼料與抗生素。
2000年前後，風城購物中心由民間集資新臺幣160餘億成立於廠區原址，於2003年開幕營運。
2010年起，購物中心經營權由太平洋崇光百貨取得，經改建成為Big City遠東巨城購物中心。

## 鐵路
- 新竹─波羅汶（原帝國製糖會社線）：1926年12月2日開業，1952年10月30日結束營運。[5]
  - 溪州─下山：1927年9月1日開業，1952年10月30日結束營運。[6][7][8][9]

## 周邊
- 北門街商圈

## 外部連結
- 臺糖全球中文入口網 （页面存档备份，存于）
- 糖業鐵道車輛 1